# Verkeerdevlei
Verkeerdevlei is een klein dorp in de provincie Vrijstaat in Zuid-Afrika. In 2001 telde het dorp 151 inwoners, in 2011 93. Het dorp is vernoemd naar een riviertje dat tegengesteld aan andere stromen in de omgeving liep.

## Subplaatsen
Het nationaal instituut voor de statistiek, Stats SA, deelt sinds de census 2011 deze hoofdplaats in in zogenaamde subplaatsen (sub place), c.q. slechts één subplaats:
Verkeerdevlei SP.